# Faller
La Gebrüder Faller GmbH (letteralmente "Fratelli Faller GmbH") è un'azienda tedesca di modellismo, con sede a Gütenbach.

## Storia
La ditta Faller venne fondata nel 1946 dai fratelli Edwin e Hermann Faller. Inizialmente orientata verso il mercato del giocattolo, produceva casette in scatola di montaggio, ma a partire dagli anni cinquanta vennero introdotti accessori più specifici per il modellismo ferroviario in scala H0.
La Faller è nota per l'uso di tecnologie avanzate nei suoi prodotti: fin dai primi anni cinquanta presentò il modello di un mulino a vento le cui pale erano mosse da un piccolo motore; negli anni sessanta introdusse un sistema di strade con automobili mosse da guide meccaniche ("Auto Motor Sport" o AMS), e alla fine degli anni ottanta il sistema "Car System", versione aggiornata del precedente, in cui le automobili erano mosse da un sistema elettromagnetico.
Nel 1997 la Faller acquisì il marchio della cessata azienda Pola.
Oggi la Faller offre prodotti nelle scale G, H0, TT, N e Z.

### Testi di approfondimento
- (DE) Ulrich Biene, Faller. Kleine Welt ganz groß, Bielefeld, Delius Klasing Verlag, 2016, ISBN 978-3-667-10694-0.